# Ryan Malgarini
Ryan Timothy Malgarini (Renton, Washington, 12 de junho de 1992) é um ator norte-americano.

## Filmografia
| Filmes      | Filmes                            | Filmes                            | Filmes                      |
| Ano         | Título Original                   | Título (Brasil)                   | Papel                       |
| ----------- | --------------------------------- | --------------------------------- | --------------------------- |
| 2003        | The Big Wide World of Carl Laemke | The Big Wide World of Carl Laemke | Billy Laemke (para TV)      |
| 2003        | The United States of Leland       | The United States of Leland       | Leland (aos 6)              |
| 2003        | Freaky Friday                     | Sexta-Feira Muito Louca           | Harry Coleman               |
| 2004        | The Robinsons: Lost in Space      | The Robinsons: Lost in Space      | Will Robinson (para TV)     |
| 2005        | Go Figure                         | Minha Vida é Vencer               | Bradley Kingsford (para TV) |
| 2006        | How to Eat Fried Worms            | Zoando na Escola                  | Benjy                       |
| 2008        | Happy Campers                     | Happy Campers                     | Para TV                     |
| Séries      |                                   |                                   |                             |
| Ano         | Título                            | Papel                             | Notas                       |
| 2003        | Gilmore Girls                     | Fred Larson Jr.                   | 1 episódio                  |
| 2004        | Malcolm in the Middle             | Noah                              | 1 episódio                  |
| 2006        | Standoff                          | Tyler Keeslar                     | 1 episódio                  |
| 2008 / 2010 | Gary Unmarried                    | Tom Brooks                        | 37 episódios                |

## Prêmios e Indicações
| Prêmios | Prêmios   | Prêmios             | Prêmios                                | Prêmios                 |
| Ano     | Resultado | Premiação           | Categoria                              | Título                  |
| ------- | --------- | ------------------- | -------------------------------------- | ----------------------- |
| 2004    | Indicado  | Young Artist Awards | Melhor Ator Até 10 Anos                | Sexta-Feira Muito Louca |
| 2007    | Venceu    | Young Artist Awards | Melhor Elenco Jovem                    | Zoando na Escola        |
| 2009    | Indicado  | Young Artist Awards | Melhor Ator Coadjuvante em Série de TV | Gary Unmarried          |